# Jan van Scorel
Jan van Scorel (1. srpna 1495 Schoorl – 6. prosince 1562 Utrecht) byl nizozemský malíř renesanční éry.
Jeho učitelem malířství byl buď amsterdamský Jacob Cornelisz nebo utrechtský Jan Gossaert, zdroje se v tomto rozcházejí. Procestoval celou Evropu, je známo, že roku 1519 navštívil v Norimberku Albrechta Dürera. Šířeji známým se stal během působení v Římě, kde mu krajan, papež Hadrián VI., nabídl řadu příležitostí a nakonec ho jmenoval správcem papežských sbírek, kterýžto post převzal od slavného Rafaela. Po návratu do vlasti vnesl vlivy italské renesance do holandského malířství, působil v Haarlemu, v Gentu a od roku 1524 v Utrechtu. Zde založil vlastní dílnu, která byla značně úspěšná. Proslavil se zejména náboženskými obrazy, z nichž však byla většina zničena při obrazoboreckých nepokojích v roce 1566. Psal rovněž básně a věnoval se architektuře.